# Велико Свиніцько
Велико Свиніцько (хорв. Veliko Svinjičko) — населений пункт у Хорватії, у Сисацько-Мославинській жупанії у складі міста Сисак.

## Населення
Населення за даними перепису 2011 року становило 275 осіб.
Динаміка чисельності населення поселення:

## Клімат
Середня річна температура становить 11,13 °C, середня максимальна – 25,38 °C, а середня мінімальна – -5,53 °C. Середня річна кількість опадів – 902 мм.
| Клімат поселення                              | Клімат поселення | Клімат поселення | Клімат поселення | Клімат поселення | Клімат поселення | Клімат поселення | Клімат поселення | Клімат поселення | Клімат поселення | Клімат поселення | Клімат поселення | Клімат поселення | Клімат поселення |
| Показник                                      | Січ.             | Лют.             | Бер.             | Квіт.            | Трав.            | Черв.            | Лип.             | Серп.            | Вер.             | Жовт.            | Лист.            | Груд.            |                  |
| Середній максимум, °C                         | 6,77             | 8,93             | 13,17            | 17,68            | 22,32            | 25,38            | 24,52            | 23,79            | 20,17            | 15,23            | 9,64             | 5,63             |                  |
| Середня температура, °C                       | 0,62             | 2,77             | 7,01             | 11,53            | 16,16            | 19,23            | 20,73            | 19,98            | 16,38            | 11,44            | 5,86             | 1,83             |                  |
| Середній мінімум, °C                          | −5,53            | −3,38            | 0,85             | 5,37             | 10,00            | 13,08            | 16,93            | 16,19            | 12,58            | 7,64             | 2,06             | −1,96            |                  |
| Норма опадів, мм                              | 55               | 53               | 61               | 73               | 80               | 90               | 81               | 84               | 81               | 84               | 90               | 70               |                  |
| Середньомісячна швидкість вітру, м/с          | 1.80             | 2.00             | 2.40             | 2.30             | 2.10             | 1.90             | 1.90             | 1.70             | 1.70             | 1.80             | 1.80             | 1.80             |                  |
| Середньомісячна сонячна радіація, кДж/м²·день | 4250             | 7013             | 10769            | 15234            | 19499            | 21749            | 22679            | 19809            | 14549            | 8955             | 4718             | 3456             |                  |
| --------------------------------------------- | ---------------- | ---------------- | ---------------- | ---------------- | ---------------- | ---------------- | ---------------- | ---------------- | ---------------- | ---------------- | ---------------- | ---------------- | ---------------- |
| Джерело:                                      |                  |                  |                  |                  |                  |                  |                  |                  |                  |                  |                  |                  |                  |